# Жганци
Жганци су јело у словеначкој и хрватској кухињи, и такође познато и у северној Италији. То је традиционална „сиротињска храна“ вредних сељака, слична паленти, иако припремљена од ситнијих зрна.

## Припрема
Јело се прави од хељдиног (словен. Ajdovi žganci), кукурузног, пшеничног брашна или као комбинација кромпира и пшеничног брашна и воде, јестивог уља и соли, која се кува петнаестак минута на лаганој ватри. Грудва се затим измрви на тањир за сервирање. Мекши жганци се у Словенији зову штајерски. Жганци се могу послужити са млеком, медом, машћу и чварцима или течним јогуртом. Слана верзија се служи уз месо као део главног јела.

## Жганци у Словенији
Жганци су били типичан свакодневни оброк централног и алпског дела Словеније. Његову популарност и уобичајену употребу имплицира следећа духовитост из 19. века: „Жганци су пиједестал Крањске“. Овакав став имплицира његово пресудно значење за опстанак становништва. Свеже кувани жганци се могу послужити као доручак или ручак, или загрејани или препечени за вечеру или доручак следећег дана. Белсазар Хакет (1739–1815) помиње да су се жганци у Горњој Крањској служили уз кисели купус. Најстарији начин припреме објашњава реч жганци. Реч жганци је изведена од словеначког глагола жгати  што значи горети.